# Spider-Geddon
Spider-Geddon (с англ. — «Паукогеддон»), также известная как Revenge of the Spider-Verse — ограниченная серия комиксов 2018 года, а также кроссовер Marvel Comics с участием нескольких альтернативных версий Человека-паука из различных СМИ и  сиквел Spider-Verse. По сюжету, Наследники выбираются из заточения, чтобы отомстить Армии пауков и употребить их в пищу. В октябре 2022 года состоялся выход продолжения серии под названием End of the Spider-Verse.

## Выпуски

### Введение
- Edge of Spider-Geddon #1–4[5][6]
- Superior Octopus #1

### Основной сюжет
- Spider-Geddon #0–5[6][7][8][9]

### Спин-оффы
- Peter Parker, The Spectacular Spider-Man #311–313[7][8][9]
- Spider-Force #1–3[7][8][9]
- Spider-Geddon Handbook #1
- Spider-Girls #1–3[10][8][9]
- Spider-Gwen: Ghost Spider #1–3[7][8][9]
- Superior Spider-Man vol. 2 #1[9]
- Vault of Spiders #1–2[7][8]

### Последствия
- Spider-Gwen: Ghost Spider #4

## Коллекционные издания
| Название                                                        | Материал | Дата публикации  | ISBN           |
| --------------------------------------------------------------- | --- | ---------------- | -------------- |
| Edge of Spider-Geddon                                           | Edge of Spider-Geddon #1–4, Superior Octopus #1 | 15 января 2019   | 978-1302914745 |
| Spider-Geddon                                                   | Spider-Geddon #0–5, Spider-Geddon: Vault of Spiders #1–2 | 19 февраля 2019  | 978-1302914752 |
| Spider-Geddon: Covert Ops                                       | Spider-Force #1–3, Spider-Girls #1–3 | 27 февраля 2019  | 978-1302914974 |
| Peter Parker: The Spectacular Spider-Man, Vol. 5: Spider-Geddon | Peter Parker: The Spectacular Spider-Man #311–313, Spider-Geddon: Spider-Man Noir Video Comic #1, Spider-Geddon: Animated Video Comic #1 | 19 февраля 2019  | 978-1302914530 |
| Spider-Verse/Spider-Geddon Omnibus                              | Edge Of Spider-Verse #1-5; Spider-Verse (2014) #1-2; Superior Spider-Man (2013) #32-33; Amazing Spider-Man (2014) #7-15; Spider-Man 2099 (2014) #5-8; Scarlet Spiders #1-3; Spider-Woman (2014) #1-4; Spider-Verse Team-Up #1-3; Edge Of Spider-Geddon #1-4; Spider-Geddon #0-5; Superior Octopus #1; Spider-Force #1-3; Spider-Girls #1-3; Peter Parker, The Spectacular Spider-Man (2017) #311-313; Spider-Gwen: Ghost Spider #1-4; Vault Of Spiders #1-2; Spider-Geddon: Spider-Man Noir Video Comic; Spider-Geddon: Spider-Gwen – Ghost Spider Video Comic; Spider-Geddon: Spider-Man Video Comic; Spider-Geddon Handbook, материал из Free Comic Book Day 2014 (Guardians Of The Galaxy) | 14 сентября 2022 | 978-1302947422 |

## Восприятие
Серия Spider-Geddon получила смешанные отзывы от критиков и фанатов. Рецензенты сетовали на слабый сюжет, неудачное использование персонажей и провисающий темп повествования. По мнению критиков, история не представляет ценности из-за отсутствия полноценного главного героя. В то же время им понравился художественный стиль комикса, а также взаимодействие Человека-паука от Insomniac и Превосходного Человека-паука. На сайте Comicbook Roundup средний балл кроссовера составляет 7,1 из 10.
Согласно Comic Book Roundup, нулевой выпуск имеет оценку 6,7 баллов из 10 на основе 11 рецензий.
Согласно Comic Book Roundup, первый выпуск имеет оценку 7,5 баллов из 10 на основе 16 рецензий.
Согласно Comic Book Roundup, второй выпуск имеет оценку 7,4 балла из 10 на основе 8 рецензий.
Согласно Comic Book Roundup, третий выпуск имеет оценку 7,2 балла из 10 на основе 11 рецензий.
Согласно Comic Book Roundup, четвёртый выпуск имеет оценку 7,4 балла из 10 на основе 9 рецензий.
Согласно обзору комиксов, пятый выпуск имеет оценку 6,6 балла из 10 на основе 10 рецензий.